# Jurisprudència
S'entén per jurisprudència les reiterades interpretacions que fan els tribunals en les seves resolucions de les normes jurídiques, i pot constituir una de les Fonts del Dret, segons el país. També es pot considerar el conjunt de sentències fermes i uniformes dictats pels òrgans jurisdiccionals de l'Estat. Això significa que per conèixer el contingut cabal de les normes vigents s'ha de considerar com s'han anat aplicant en cada moment.
L'estudi de les variacions de la jurisprudència al llarg del temps és la millor manera de conèixer les evolucions en l'aplicació de les lleis, potser amb més exactitud que el simple repàs de les diferents reformes del Dret positiu que en alguns casos no arriba a aplicar-se realment tot i la seva promulgació oficial.
En el Dret anglosaxó és una font de primera magnitud, a causa del fet que els jutges han de fonamentar les seves decisions o sentències mitjançant un estudi minuciós dels precedents.
En el Dret continental, la jurisprudència és també una font formal, tot i que en varia substancialment el valor i la força vinculant d'acord amb les legislacions locals de cada país. D'aquesta manera, les sentències de cert tipus de tribunals superiors són d'aplicació obligatòria per a suposats equivalents en tribunals inferiors; en altres, les decisions d'instàncies jurisdiccionals similars no són per regla vinculants per a jutges inferiors, excepte en cas que es donin certes circumstàncies específiques a l'hora d'unificar criteris interpretatius uniformes sobre qüestions determinades en matèria de dret (com és el cas de les sentències plenàries en el dret argentí). Finalment, i com a alternativa més estesa dels Estats que ostenten aquests sistemes jurídics, es pot donar el cas que les decisions de nivell superior en cap cas resulten obligatoris per la resta dels tribunals, tot i que sí que solen ostentar una important força dogmàtica a l'hora de preveure futures decisions i establir els fonaments d'una petició determinada enfront dels tribunals inferiors.
En tot cas, l'estudi de les sentències tampoc ens dona la mesura exacta de la realitat del Dret perquè a vegades, i per diverses raons, les sentències deixen de complir-se o aplicar-se.
Això és així especialment quan el poder judicial entra en col·lisió amb altres poders de l'Estat, com l'executiu i el legislatiu, i tot i que compromet el principi de la separació de poders, és un fenomen que no es pot ignorar completament a l'elaborar una teoria del Dret, arriscant-se que aparegui totalment separada de la realitat jurídica i social.